# Lance-flammes Type 93 et 100
Les lance-flammes type 93 et type 100 (九三 式 / 一 〇 〇 式 火炎 放射 器, Kyūsan-shiki/Hyaku-shiki kaenhōshaki?) étaient des lance-flammes utilisés par l'armée impériale japonaise et la marine impériale japonaise pendant la Seconde Guerre sino-japonaise et la Seconde Guerre mondiale.

## Histoire et développement
Les observateurs militaires japonais détachés en Europe au cours de la guerre de tranchée de la Première Guerre mondiale remarquèrent l'efficacité des lance-flammes, en particulier contre les fortifications, bunkers ou blockhaus, qui avaient donné du fil à retordre à l'Armée Japonaise durant le Siège de Port Arthur au cours de la Guerre Russo-Japonaise de 1904-1905.
Le Type 93, en grande partie basée sur les modèles européens, est entré en service en 1933. Il a été utilisé dans le Manchukuo contre l'Armée Révolutionnaire Nationale de la République de Chine et contre les seigneurs de guerre avec de grands effets psychologiques. Cependant, son système d'allumage à l'aide d'un fil électrique avait des problèmes de fiabilité en conditions hivernales, ce qui conduisit à une amélioration désignée lance-flammes Type 100, en 1940. Les deux types sont restés en service pendant la Seconde Guerre mondiale.
Toutes les informations sur le lance-flammes proviennent du US Army Chemical Corps. L'usage exact du lance-flamme a parfois fait débat.

## Conception
Les Types 93 et 100 se composaient de réservoir de combustible, du tuyau et du système d'allumage, la modification de ce dernier étant la seule différence entre les deux types. Les réservoirs se composaient de deux cylindres de 38 cm de long et 15 cm de diamètre accueillant le carburant, et d'un central pour le liquide propulsant à base d'azote. La capacité totale était de 12,3 litres. Le carburant est un mélange d'essence et de goudron. La pression était contrôlée par une commande manuelle à vanne à aiguille, sur le dessus de chacun des deux cylindres de carburant. Le tout était équipé de sangles pour être porté sur le dos d'un soldat. Le tuyau manuel de 114 cm était renforcé de caoutchouc, avec des raccords en laiton aux deux extrémités.
Le combustible, pour le Type 100, était mis à feu par une cartouche à blanc tirée à partir d'un mécanisme de revolver à dix coups. L'éjection du carburant et l'ignition par la cartouche s'opérait par la poignet-pistolet. La durée d'un jet continu était de 10 à 12 secondes, avec une portée maximale de 22 à 27 mètres.

## Opérations
Les lance-flammes étaient affectés, comme dans les autres armées, dans les unités de génie des divisions d'infanterie. Entre six et vingt lance-flammes étaient fournis à la compagnie de lance-flammes. Le Type 100 a été principalement utilisé dans les Indes néerlandaises, la Birmanie et les Philippines. Les lance-flammes furent peu utilisés plus tard dans la guerre lorsque le Japon fut sur la défensive et a eu peu d'occasions pour attaquer des fortifications ennemies. Certaines unités tentèrent de l'utiliser comme antichar.